# Kaisa Matomäki
Kaisa Sofia Matomäki (30 de abril de 1985) é uma matemática finlandesa, que trabalha com teoria analítica dos números.
Matomäki estudou matemática na Universidade de Turku, obtendo o diploma em 2005, orientada por Matti Jutila. Obteve um doutorado em 2009 no Royal Holloway College da Universidade de Londres, orientada por Glyn Harman, com a tese Applications of sieve methods in analytic number theory. Depois foi pesquisadora novamente na Universidade de Turku, onde é desde 2014 docente.
Recebeu com Maksym Radziwill o Prêmio SASTRA Ramanujan de 2016. O prêmio foi concedido principalmente pela publicação conjunta Multiplicative functions in short intervals de 2016.
É casada e tem dois filhos.
Foi palestrante convidada do Congresso Internacional de Matemáticos no Rio de Janeiro (2018: Recent progress in multiplicative number theory).

## Obras
- com M. Radziwill: Multiplicative functions in short intervals. In: Annals of Mathematics. Volume 183, 2016, p. 1015–1056, Arxiv.
- Large differences between consecutive primes. In: Quarterly Journal of Mathematics. Volume 58, 2007, p. 489–518.
- On signs of Fourier coefficients of cusp forms. In: Mathematical Proceedings of the Cambridge Philosophical Society. Volume 152, 2012, p. 207–222.
- The distribution of α p modulo one. In: Mathematical Proceedings of the Cambridge Philosophical Society. Volume 147, 2009, p. 267–283.
- com M. Radziwill, Terence Tao: An averaged form of Chowla´s conjecture. In: Algebra & Number Theory., Volume 9, 2015, p. 2167–2196, Arxiv.
- Carmichael numbers in arithmetic progressions. In: Journal of the Australian Mathematical Society. Volume 94, 2013, p. 268–275.